# Jiu-jitsu nos Jogos Asiáticos de Artes Marciais de 2009
As competições de jiu-jitsu nos Jogos Asiáticos de Artes Marciais de 2009 ocorreram entre 4 e 6 de agosto. Sete eventos foram disputados.

## Calendário
| Agosto    | 1 | 2 | 3 | 4 | 5 | 6 | 7 | 8 | 9 | Finais |
| --------- | - | - | - | - | - | - | - | - | - | ------ |
| Jiu-jitsu |   |   |   | 2 | 3 | 2 |   |   |   | 7      |

## Quadro de medalhas
| Ordem | País        | Medalha de ouro | Medalha de prata | Medalha de bronze |    |
| ----- | ----------- | --------------- | ---------------- | ----------------- | -- |
| 1     | Paquistão   | 3               | 2                | 2                 | 7  |
| 1     | Tailândia   | 3               | 2                | 2                 | 7  |
| 3     | Iraque      | 1               | 1                |                   | 2  |
| 4     | Índia       |                 | 1                | 4                 | 5  |
| 5     | Uzbequistão |                 | 1                |                   | 1  |
| 6     | Afeganistão |                 |                  | 2                 | 2  |
| TOTAL | TOTAL       | 7               | 7                | 10                | 24 |

## Medalhistas
| Evento                                          | Ouro                                   | Prata                              | Bronze                                                                    |
| Dueto feminino (detalhes[ligação inativa])      | PAK Paquistão                          | THA Tailândia                      | IND Índia                                                                 |
| Dueto misto (detalhes[ligação inativa])         | PAK Paquistão                          | THA Tailândia                      | IND Índia                                                                 |
| Até 69 kg masculino (detalhes[ligação inativa]) | PAK Paquistão Aiat-Ullah               | IND Índia Lalit Singh              | THA Tailândia Komrid Hanbenjapong AFG Afeganistão Ramish Rahi             |
| Até 77 kg masculino (detalhes[ligação inativa]) | THA Tailândia Bodin Panjabutra         | IRQ Iraque Siaf Khedher            | AFG Afeganistão Din Mohummad Mubariz PAK Paquistão Haroon Shakir Siddiqui |
| Até 85 kg masculino (detalhes[ligação inativa]) | IRQ Iraque Murtadha Kamal              | UZB Uzbequistão Elyorbek Akbarov   | PAK Paquistão Muhammad Ashiq Mahmood THA Tailândia Kreangkrai Suwannachat |
| Até 55 kg feminino (detalhes[ligação inativa])  | THA Tailândia Wassanaporn Samthong     | PAK Paquistão Farah Riaz           | IND Índia Sakshi Singh                                                    |
| Até 62 kg feminino (detalhes[ligação inativa])  | THA Tailândia Saowanee Limpanayingyong | PAK Paquistão Shabina Nawaz Janjua | IND Índia Gule Surkhab                                                    |